# Dél-Olaszország

Dél-Olaszország, vagy Mezzogiorno Olaszország déli régióinak csoportja, melyek nyelvészetileg, kulturálisan, történelmileg és gazdaságilag szorosan kötődnek egymáshoz. Ezek Basilicata, Campania, Calabria, Puglia, Abruzzo, Molise illetve Szicíliát és Szardíniát is idesorolják, habár az Eurostat és az Olaszországi Statisztikai Hivatal (ISTAT) ezeket Sziget-Olaszországhoz sorolja. Nyelvi és történelmi kötődései miatt gyakorta idesorolják Lazio déli megyéit is (Latina és Frosinone).
A Mezzogiorno megnevezést a 19. században használták a franciaországi Midi de la France mintájára, jelentése pedig dél. Az olaszok gyakorta il meridione névvel illetik.

## Földrajza
A Mezzogiorno Olaszország tulajdonképpeni „csizmája”: Abruzzo és Molise a csizma szára, Calabria a lábujja, Puglia pedig a sarka. Az utóbbi kettőt a Tarantói-öböl választja el, mely a Jón-tenger része.
Keleti oldalát az Adriai-tenger határolja, mely az Otrantói-szoroson keresztül kapcsolódik a Földközi-tengerhez. Az adriai part legnagyobb félszigete a Gargano-félsziget.
Nyugati oldalát a Tirrén-tenger és ennek öblei határolják (Gaetai-öböl, Pozzuoli-öböl, Nápolyi-öböl, Salernói-öböl). Legnagyobb félszigete a Sorrentói-félsziget, melynek sziklás déli-oldalán húzódik a híres Amalfi-part.
Dél-Olaszország éghajlata tipikusan mediterrán jellegű, ez alól csak a magasabban fekvő vidékek képeznek kivételt. Keleti része szárazabb, mint a nyugati.
Legnagyobb városa és egyben történelmi fővárosa Nápoly. Jelentős központjai még Bari és Palermo.

## Történelme

A Szicíliai Királyság 1154-ben. Határai az ezt követő 700 évben alig módosultak.

Mióta a görög telepesek létrehozták Magna Graeciát ezen a területen, Dél-Olaszország történelme jelentősen eltért Észak-Olaszországétól. Miután I. Pürrhosz épeiroszi király i. e. 282-ben alulmaradt a rómaiakkal szemben a vidék a Római Birodalom fennhatósága alá került. A birodalom bukása után a bizánciak uralma alá került. Őket a longobárdok követték akik számos kisebb hercegséget alapítottak a 6. századtól kezdődően.
A normannok a 11. században ellenőrzésük alá vonták az egész területet és integrálták a Szicíliai Királyságba. Ezek után a vidék a bizánci, longobárd, normann és szaracén hadjáratok állandó színtere lett.
A normannokat a német-római uralkodók váltották a trónon, őket a francia Anjouk, majd az Aragóniaiak követték. A királyság csatlakozásával 1861-ben az újonnan megalapított Olasz Királysághoz, az utolsó Bourbon-házi uralkodók távozni kényszerültek. Ettől kezdve történelme azonos szálon fut Olaszországéval.
Az új Olasz Királyságon belül számos újabb problémával szembesült. Gazdasága elsősorban a mezőgazdaságra alapult, társadalmi szerkezetét pedig a hűbéri rendszer jellemezte ellentétben az iparosodott Északkal. A szegénység miatt a lakosság nagy része a 19. században elvándorolt elsősorban az Amerikai Egyesült Államokba és a nyugat-európai fejlett országokba (Németország, Franciaország, Nagy-Britannia).
Ennek az elmaradottságnak a jelei még napjainkban is tapasztalhatók, aminek következtében kialakultak a különféle szecessziós mozgalmak, melyek Észak- és Dél-Olaszország szétválását sürgetik.

## Az észak–déli választóvonal
A Mezzogiorno (mely nagyjából egybeesett a Nápolyi Királyság területével) a történelem során mindig egy gazdaságilag fejletlen térségnek számított. A 11–12. században a királyságnak nagy szerepe volt az európai politika alakulásában, gazdasága pedig a fejlődés jeleit mutatta. A 13. században bevezetett pénzügyi politika azonban meggátolta egy erős, kereskedő réteg kialakulását és így gazdasága elmaradt az északi országokhoz viszonyítva. Itália többi részétől eltérően, ahol számos, kis városállam jött létre, a déli vállalkozások nagy része a főváros, Nápoly környékére koncentrálódott, míg a távolabbi területek csak a gyengén fejlett mezőgazdaság volt jelen. A szicíliai gazdaságot a katalán kereskedők tartották kézben. A gazdasági regresszió ellenére, a kulturális élet mégis virágzott. A gazdasági helyzeten nem könnyített a spanyolok érkezése sem a 15. században, akik a királyság vagyonát országuk felé irányították. A Bourbonok trónra kerülésével a 18. században, a királyságban is meghonosodtak a felvilágosodás eszméi és a gazdasági élet is fellendült, noha a jövedelmező vállalkozások a királyi udvar tulajdonában voltak (pl. San Leucio komplexum).
1861 után a déli arisztokrácia szembesült az északi iparos réteggel és ellenállásának köszönhetően a gazdasági élet még a 20. század elején is regresszióban volt. Az 1930-as években Európa legszegényebb térsége volt. A helyzet orvoslására az 1950-es években megalapították a Cassa per il Mezzogiorno segélyintézetet, melynek célja a déliek életkörülményeinek javítása lett volna. Ennek megvalósítására két módszert alkalmaztak: földreformokat hajtottak végre, amelynek során közel 120 000 kis magángazdaság jött létre, illetve az állam által fejlesztésekre szánt összegek 60%-át a térségbe irányították. Ennek következtében Dél-Olaszország függővé vált az állami támogatásoktól és képtelen volt saját gazdasági növekedést elérni.
Dél-Olaszországban él Olaszország lakosságának 37%-a, területe közel 40%-a az ország teljes területének, azonban a GDP mindössze 24%-át állítja elő.
A többszörös próbálkozások ellenére is, az életszínvonal Dél-Olaszországban messze elmarad az ország többi részétől. Európai viszonylatban tekintve közelíti az átlagot.

## Kultúra

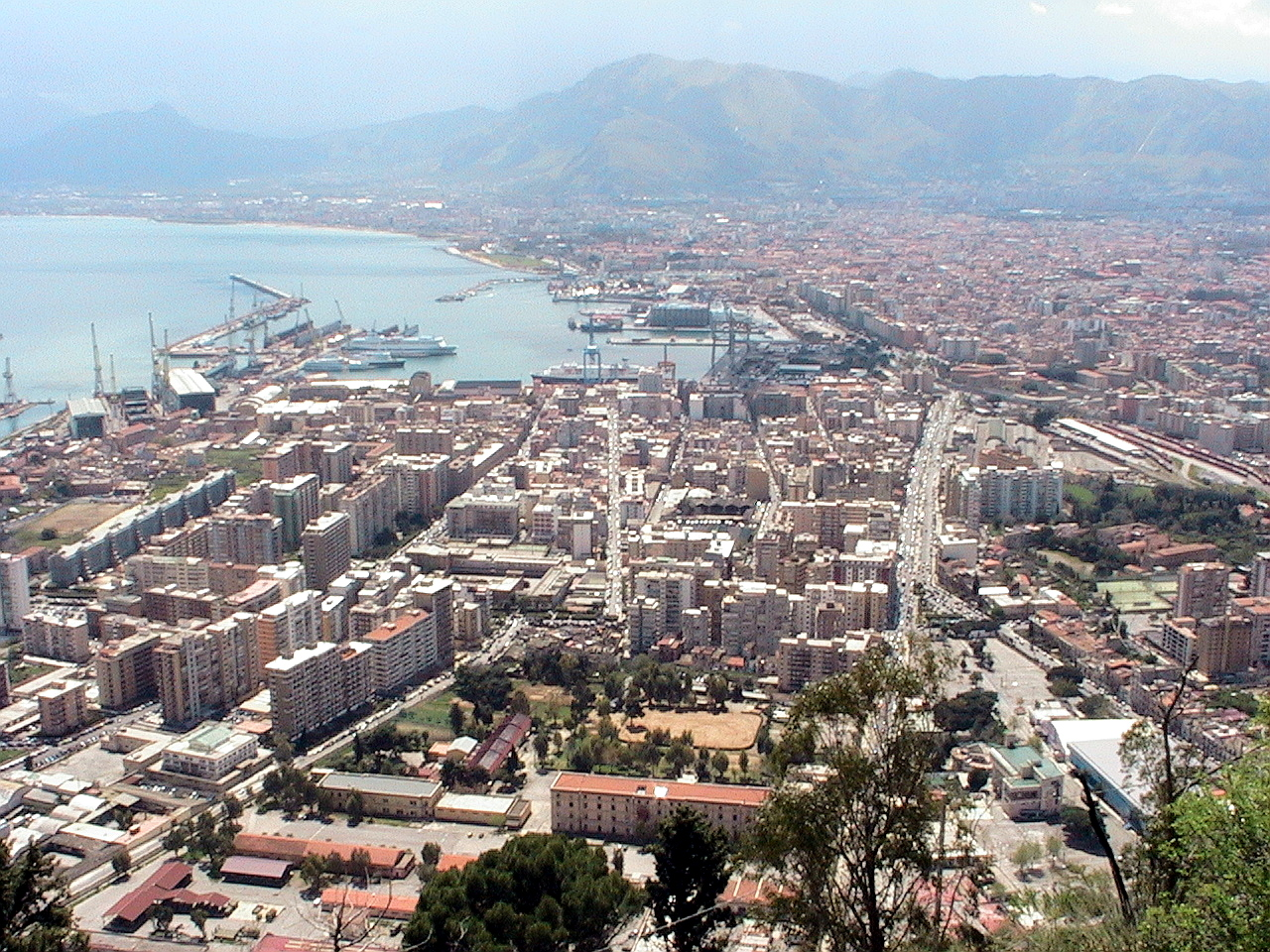
Palermo

Történelmileg a Dél-Olaszországhoz tartozó régiók számos külső behatásnak voltak kitéve. Ezek közül a legjelentősebb a görögök megtelepedése és a görög kultúra fennmaradása még a Római Birodalom idejében is. Az arabok terjeszkedésével az iszlám kultúra is meghonosodott, elsősorban Szicília és Szardínia szigetein. A normannok érkezéséig a lakosság a keleti keresztény egyház híve volt, hiszen a térség hosszú időn át a Bizánci Birodalom fennhatósága alatt állt. A középkorban elsősorban a spanyol kultúra bírt nagy jelentőséggel a lokális kultúra kialakulásában.

## Fordítás
- Ez a szócikk részben vagy egészben  a   Mezzogiorno című angol Wikipédia-szócikk fordításán alapul.  Az eredeti cikk szerkesztőit annak laptörténete sorolja fel. Ez a jelzés csupán a megfogalmazás eredetét és a szerzői jogokat jelzi, nem szolgál a cikkben szereplő információk forrásmegjelöléseként.